# Paula Ollendorff
Paula Ollendorff (ur. 18 maja 1860 w Kostomłotach, zm. 15 grudnia 1938 w Jerozolimie) – niemiecka nauczycielka żydowskiego pochodzenia, pierwsza w historii Niemiec kobieta radna, zasiadała w radzie miasta Wrocław z ramienia Niemieckiej Partii Demokratycznej.  

## Życiorys
Była córką żydowskiego biznesmena Hermanna Ollendorffa. Uczyła się we Wrocławiu. Skończyła seminarium nauczycielskie Berty Lindner w Berlinie. Pracowała jako nauczycielka we Wrocławiu, Berlinie, Budapeszcie i Londynie. 
Mąż Isidor był znanym działaczem społecznym i prawnikiem. We Wrocławiu prowadził kancelarię adwokacką. W latach 1890–1911 był radnym miejskim. 
Miała opinię znakomitej organizatorki. Otrzymała tytuł honorowego starszego gminy żydowskiej. Założyła m.in. dom dla nieślubnych dzieci i szkołę gospodarstwa wiejskiego. Jej staraniem zbudowano wrocławski Oddział Żydowskiego Związku Kobiet, dla którego przez wiele lat prowadziła przedszkole i żłobek. Zainspirowała powstanie Żydowskiego Domu Dziecka we Flinsbergu i Żydowskiego Domu Praktykanta. Przyczyniła się do powstania Żydowskiego Urzędu Opieki Społecznej we Wrocławiu.  
W 1918, w wieku 59 lat, jako pierwsza kobieta w Niemczech, wygrała wybory do rady miasta Wrocław. Kandydowała z ramienia Niemieckiej Partii Demokratycznej.  
W 1937 wyemigrowała do Palestyny.

## Upamiętnienie
Na Starym Cmentarzu Żydowskim we Wrocławiu przy ul. Ślężnej można znaleźć jej symboliczną tablicę nagrobną. 
Od 2004 we Wrocławiu działa fundacja jej imienia. Celem jest poznawanie i upowszechnianie dziedzictwa duchowego i materialnego żydów w Polsce i na świecie oraz krzewienie zrozumienia, tolerancji, szacunku i współpracy ludzi różnych kultur i religii. 
W 2018 była jedną z kandydatek na patronkę ulicy we Wrocławiu.